# Waldemar Lindgren

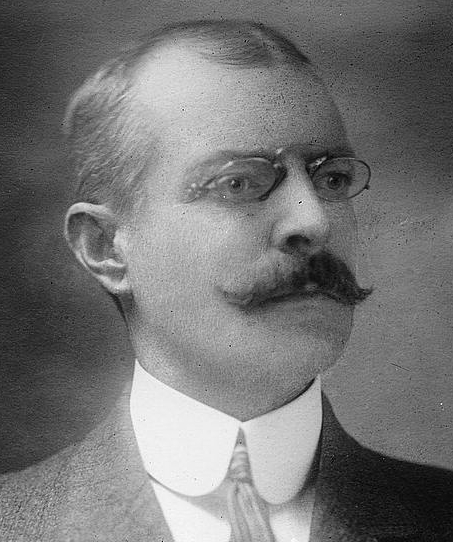
Waldemar Lindgren.

Waldemar Lindgren, född 14 februari 1860 på Vassmolösa, Ljungby socken, Kalmar län, död 3 november 1939, var en svensk-amerikansk geolog.
Lindgren avlade mogenhetsexamen i Kalmar 1878 och gruvingenjörsexamen i Freiberg 1883, varefter han bosatte sig i USA. Han anställdes 1884 vid US Geological Survey, från 1895 som geolog och från 1907 som chef för avdelningarna för gruvgeologi och metallstatistik. Från 1908 höll han föreläsningar i gruvgeologi vid Massachusetts Institute of Technology, blev 1911 chief geologist och utnämndes 1912 till professor i ekonomisk geologi vid nämnda institut. 
Av Lindgrens artiklar, de flesta publicerade i "Reports of US Geological Survey", kan nämnas The Gold Belt of the Blue Mountains in Oregon (1901), A Geological Reconnaissance... in Montana and Idaho (1904), Geology and Gold Deposits of the Cripple Creek District in Colorado (1906), Mineral Deposits (1913; tredje upplagan 1919), varjämte han utarbetade flera blad av USA:s geologiska atlas.
Lindgren var ledamot av bland annat The National Academy of Sciences och blev 1923 president i Geological Society of America. Han invaldes 1931 som utländsk ledamot av Kungliga Vetenskapsakademien och 1932 som utländsk ledamot av Ingenjörsvetenskapsakademien. Han tilldelades Penrosemedaljen 1933 och Wollastonmedaljen 1937.